# Възрожденска архитектура
Архитектурата на Българското възраждане от началото на 18 век до 1878 г. е отражение на общото икономическо, политическо и културно развитие по българските земи в рамките на Османската империя. Архитектурата през този период е детерминирана от социално-икономическия и политически процес на Възраждането.

## Социално-икономическо развитие и промени
Разрастването на занаятите и търговията и формирането на български облик в дюлгерския еснаф предизвиква голямо преселение към градовете (София, Пловдив, Шумен, Русе, Видин, Сливен, Велико Търново и др.), чийто външен вид се променя – става по-български. Развиват се бързо и някои чисто български занаятчийски и търговски средища – (Габрово, Котел, Калофер, Карлово, Копривщица, Панагюрище, Сопот, Тетевен, Троян, Трявна, Елена, Бобошево, Банско и др.) с негеометрична планова структура и живописна обемно-пространствена композиция, органически свързани с особеностите на местността и с концентрацията на занаятите и търговията, разпространени по отрасли из централната улица (чаршия). Обликът на някои селища (Трявна) се определя от сключеното двуетажно застрояване на главната улица, а на други (Копривщица) – от високите зидове и акцентите на групи от порти.
Възрожденската архитектура е характерна не само за българските земи на Балканите, но и за Анадола и по-специално за района на Мармара.

### Културен облик
Поради относителната културна изолация през османското владичество българските строители са майстори-практици, творци на народно строително изкуство. Ренесансовият характер на целокупното българско художествено творчество през този период слага край на предишната анонимност. Върху черквите и сградите се появяват, макар и рядко, имената на техните строители (по стените на Рилския манастир са подписани Алекси Рилец и Майстор Миленко, на Хаджидимитровата къща в Карлово – майсторите Спас, Иван и Нон, на Джамбазовата къща в Карлово – Майстор Патьо, и други). Широка известност получават късно възрожденските майстори Уста Генчо, Никола Фичев и неговият учител Уста Вельо, всеки от тях изработва свой архитектурен почерк.

### Възрожденската къща
Жилищното строителството заема значителна част от възрожденската жилищна архитектура и оказва голямо влияние върху нейния характер. Отличава се с богатство на различни типове къщи, развили се на сравнително неголяма територия: банска укрепена, западна (Монтанско и Врачанско), камчийска (котленска), пиринска, пловдивска, самоковска, севернобългарска (северно-балканска - тетевенска, тревненска, Троян, Елена, Габрово и в Средна гора и Източна Стара планина - копривщенска и жеравненска), родопска, странджанска, черноморска. Систематизацията им се извършва по ралични белези:
- по топографския характер на района – планински и полски;
- по строителен материал – каменни, дървени, от кирпич, плет и смесени;
- по конструкция – с носещи зидове, стълбовоталпени, паянтови, смесени;
- по планова съдържание – чардачни и безчардачни;
- по композиция – симетрични и несиметрични, и други.

## Периодизация
Възрожденското жилищно строителство и въобще възрожденската архитектура преминава най-общо през три етапа, подчинени на периодизацията на общото социално-икономическо и политическо развитие: 
- предвъзрожденски – от края на XVI век до края на XVII век;

В предвъзрожденският период къщите започват да се изграждат масивни. Предходното масово строителство е на вкопан в земята кирпич. Първоначално предвъзрожденските къщи се градят по т.нар. блокова конструкция. С течение на времето започва да се използва и налага и т.нар. стълбово-талпена конструкция. Налага се каменната основа, широката стреха и каменни плочи (Османска Албания, Епир) или едноулучни керемиди за покрив. Постепенно се появяват в края на периода чардакът и предверието. 
- ранновъзрожденски – през XVIII век;

През този период приземната къщо от предходния отстъпва място на двуетажната и се изменя функционалното ѝ предназначение. Долният приземен етаж служи за мазе (изба) и/или обор. Вторият етаж се изгражда по стълбово-талпената технология. До него се стига по дървена стълба от лицевата страна на къщата. Постепенно през този период се появяват нови архитектурни решения – кьошкове, колонади, ажурни парапети, дърворезби, като от средата на XVIII век в някои по-заможни селища започват да се издигат къщи на три етажа. Забележителни са запазените образци на Банската укрепена къща от ХVIII век.
- зряловъзрожденски или класически – през XIX век;

До 30-те години на XIX век типичната възрожденска къща се появява предимно в планинските райони и в процъфтяващи български селища като Трявна, Жеравна, Котел, Боженци, Копривщица, Сопот, Банско, Мелник и т.н. Постепенно възрожеденският стил става е по-разнороден. По това време важно културно и стопанско средище в българските земи става Пловдив. Конструктивната правдивост на ранновъзрожденската къща се измества от декоративност и представителност – отражение на самочувствието на зараждащата се буржоазия.
Жилището се обогатява с повече помещения – по-просторни и по-хигиенични. Пловдивската симетрична къща се среща в два основни варианта: с една надлъжна ос на симетрията (къща на хаджи Драган Калофереца в Пловдив, Десьовската къща и Лютовата къща в Копривщица) и с две взаимно перпендикулярни оси на симетрията (Каблешковата къща в Копривщица и Куюмджиоглувата къща в Пловдив).
В края на периода възрожденската къща се развива в две посоки: в Пловдив и в селищата, изпитали неговото влияние, се усъвършенства пловдивския тип симетрична къща; в останалите населени места регионалните типове остават почти неизменени през последните два етапа. В средата на XIX век от Западна Европа започва да прониква класицизмът и да се прилага пловдивският тип главно при външната декорация на сградите. Разпространението на стенописите в интериора се обяснява с любовта на българина към богатството на багри, проявило се още през Средновековието.

## Обществени сгради
През Възраждането архитектурата израства не само по размери, типове и изпълнения на къщите, но се обогатява и с различни обществени сгради, които дотогава са били монопол на завоевателя. Поели значителен дял на търговията, към средата на XIX век българите строят и търговски сгради – мази (в Севлиево, Търново, Сливен, Карлово, Сопот). За нуждите на търговията и занаятите българските еснафи издигат часовникови кули, които изменят облика на селищния силует, определян в много селища главно от минаретата. Това въздействие се усилва от нови свободно стоящи черковни камбанарии („Света Марина“ в Пловдив, „Света Троица“ в Банско, която е и часовникова кула). Възрожденското черковно строителство върви от дребен към едър мащаб, от проста към сложна форма, от сдържана скромност към монументална изява. В противовес на подчертания хоризонтализъм на възрожденската къща в култувата архитектура се налага вертикално членение през тънки декоративни каменни пиластри („Свети апостоли Петър и Павел“ в Сопот от майстор Никола Троянов – Брациговец, 1846). Над единия дотогава покрив израства барабан, увенчан с купол, дублиран често на запад от камбанария – композиция, присъща на средновековната българска черковна архитектура и възродена главно от Никола Фичев. Забележителни мащабни постижения на възрожденската архитектура са манастирските комплекси – Рилски манастир, Роженски манастир, Троянски манастир, Преображенски манастир. Изградени около църквата като затворени дворове в продиктувана от терена направилан многоъгълна форма, манастирските сгради показват навън сурова затворена архитектура и изненадват с веселия колорит на вътрешния двор (Рилски манастир) или с топлотата на дървените чардаци (Роженски манастир).
През Възраждането започва строителството и на училищни сгради. Добре запазени са сградите на някои взаимни училища (в село Рабиша, Белоградчишко, Златоград, Кюстендил и др.). Външната им архитектура е като на жилищата, различават се само по вътрешното разпределение. От втората половина на XIX век се строят класни училища. При тях се използват някои елементи на жилищните сгради (портик, фронтон), но по размери и обем те доминират. Някои класни училища се сторят по чужди образци – Априловската гимазия в Габрово, строена от Уста Генчо.
Някои български майстори спечелват доверието на османската власт, която им възлага имперски строежи, например мостовете при Бяла и Ловеч (Беленски мост и Покритият мост в Ловеч) и Конака във Велико Търново, изграден от Никола Фичев.
Дело на уста Колю Фичето е и фабриката за брашна, хлебен спирт и коприна на първия търновски чорбаджия и модерен предприемач Стефан Карагьозов, както и ханът на хаджи Николи Минчоолу на Самоводската чаршия в Търново и т.н.